# لیسبون جدید (ویسکانسین)
لیسبون جدید، ویسکانسین  (به انگلیسی: New Lisbon) شهری در شهرستان جونوا ایالت ویسکانسین است که در سال ۱۸۸۹ بنیان‌گذاری شده‌است. این شهر طبق سرشماری سال ۲۰۱۰ میلادی ۲٬۵۵۴ نفر جمعیت داشته‌است.